# Dolf Desmedt
Dolf Desmedt (Turnhout, 27 de abril de 1980) es un jinete belga que compitió en la modalidad de concurso completo.
Ganó una medalla de bronce en el Campeonato Europeo de Concurso Completo de 2003, en la prueba por equipos. Participó en los Juegos Olímpicos de Sídney 2000, ocupando el séptimo lugar en la misma prueba.

## Palmarés internacional
| Campeonato Europeo | Campeonato Europeo    | Campeonato Europeo | Campeonato Europeo |
| Año                | Lugar                 | Medalla            | Categoría          |
| ------------------ | --------------------- | ------------------ | ------------------ |
| 2003               | Punchestown (Irlanda) | Medalla de bronce  | Por equipos        |